# Línguas de San Marino

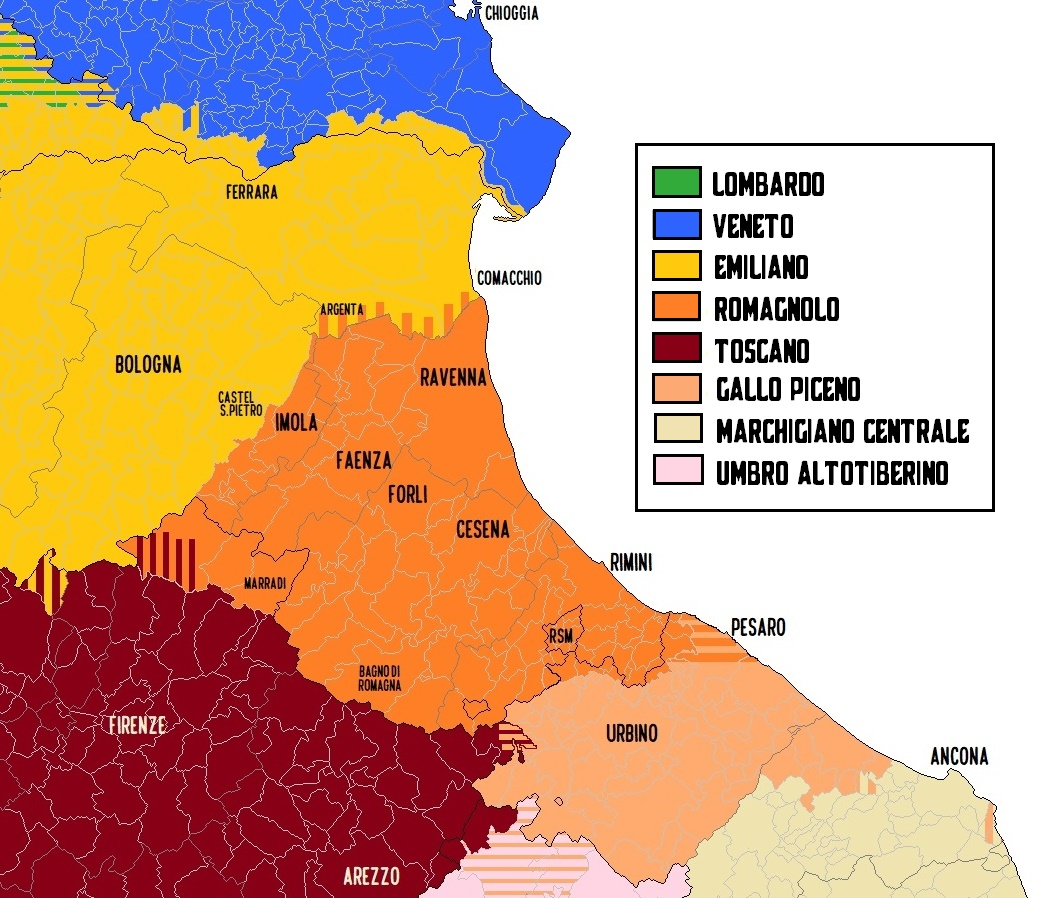
Mapa linguístico do dialeto romagnol.

San Marino possui a língua italiana como oficial.
O dialeto romagnol é usado por alguns habitantes do país no dia a dia, porém há um grande risco do dialeto ser extinto em 2040 por conta da falta de falantes.